# Irsk rød/hvid setter
Irsk rød/hvid setter er en jagthund af gruppen af stående hunde, og er nært beslægtet med irsk setter.